# 嶋基宏
嶋 基宏（しま もとひろ、1984年12月13日 - ）は、岐阜県海津郡海津町（現：海津市）出身の元プロ野球選手（捕手）、コーチ。右投右打。東京ヤクルトスワローズ所属。
労働組合日本プロ野球選手会第8代会長。

## 経歴

### プロ入り前
海津市立吉里小学校1年から「吉里少年団」で投手として野球を始め、海津市立日新中学校では軟式野球部に所属して2年時に第20回全国中学校軟式野球大会に出場し、3年時には主将を務めた。子供のころから中日ドラゴンズのファンだった。小学生の頃から成績優秀、運動神経抜群で、テレビでも取り上げられた（情熱大陸にて）。
愛知県名古屋市にある中京大学附属中京高等学校出身。同校では、2年秋からベンチ入りし、主将となった。秋季東海大会で優勝。明治神宮大会ベスト4。3年春の第74回選抜高等学校野球大会に二塁手として出場。1回戦で西村健太朗、白濱裕太らを擁する広陵高校と対戦し初戦敗退。夏は愛知大会決勝で東邦高等学校に敗れ準優勝。野球部の同期には深町亮介がいる。
高校の大藤敏行監督が東都大学野球連盟に所属する國學院大學硬式野球部の竹田利秋監督に推薦し、本人も「野球のためだけではなく教師になりたかったから」という理由で同大学に進学。強肩を見込まれて捕手にコンバートされ、1年春からベンチ入りした。2年春のリーグ戦以降正捕手となり、3年時は春季リーグ戦で首位打者を獲得して秋からは主将となった。4年春には二部リーグで優勝してMVPに選出され、入れ替え戦を制して1993年春以来となる一部昇格に貢献。秋の一部リーグ戦では3試合目に左足首を負傷したが、「後輩のためにも絶対に降格は出来ない」と痛み止めを飲まずテーピングのみで出場。チームは優勝争いを演じて3位となり、自身はベストナイン（捕手）に輝く。1部リーグ通算15試合に出場、49打数14安打、打率.286、5打点、2部通算64試合、216打数73安打、35打点、2本塁打、打率.338を記録。大学の1年後輩にはプロでも同僚となる聖澤諒がいた。
2006年の大学生・社会人ドラフトで東北楽天ゴールデンイーグルスより3巡目指名を受け入団した。野村克也監督が縁起を担いでいる｢足して10になる数字｣にあやかり、背番号は37。入団会見の挨拶では「19（野村監督の現役時代の背番号）が欲しかった」と冗談混じりに発言し、その場で監督から「いい捕手になったら19番を譲る」と約束された。

### 楽天時代
2007年、チーム内の新人で唯一開幕一軍登録され、125試合に出場。盗塁阻止率リーグ2位を記録し、オールスターにもファン投票で出場した。打撃ではシーズン通して打率2割未満だったが、リーグ8位の20犠打を記録した。
2008年は藤井彰人や井野卓の台頭などにより、出場機会が減少。オフの12月4日、契約更改後の記者会見時に大学の同級生だった女性との結婚を発表した。2009年もシーズン前半から出場機会が多く、藤井が怪我で離脱してからは岩隈久志ともバッテリーを組むようになった。しかし、正捕手へ定着するには至らなかった。
2010年5月29日の対広島東洋カープ戦では、10回裏一死満塁の場面で永川勝浩から自身初のサヨナラ安打を記録した。また、オールスターには選手間投票で選出された。自身初で楽天の捕手としても初めて規定打席に到達し、パ・リーグの捕手としては2005年の城島健司以来の3割超となる打率.315を記録した。また、球団史上初となるゴールデングラブ賞を受賞し、ベストナインにも選出された。オフ、選手会長に就任した。楽天生え抜きの選手としては初めてとなる。
2011年、4月2日に東日本大震災の復興支援のために行われた慈善試合の前にスピーチした際の「見せましょう、野球の底力を」という言葉が注目を集めた。

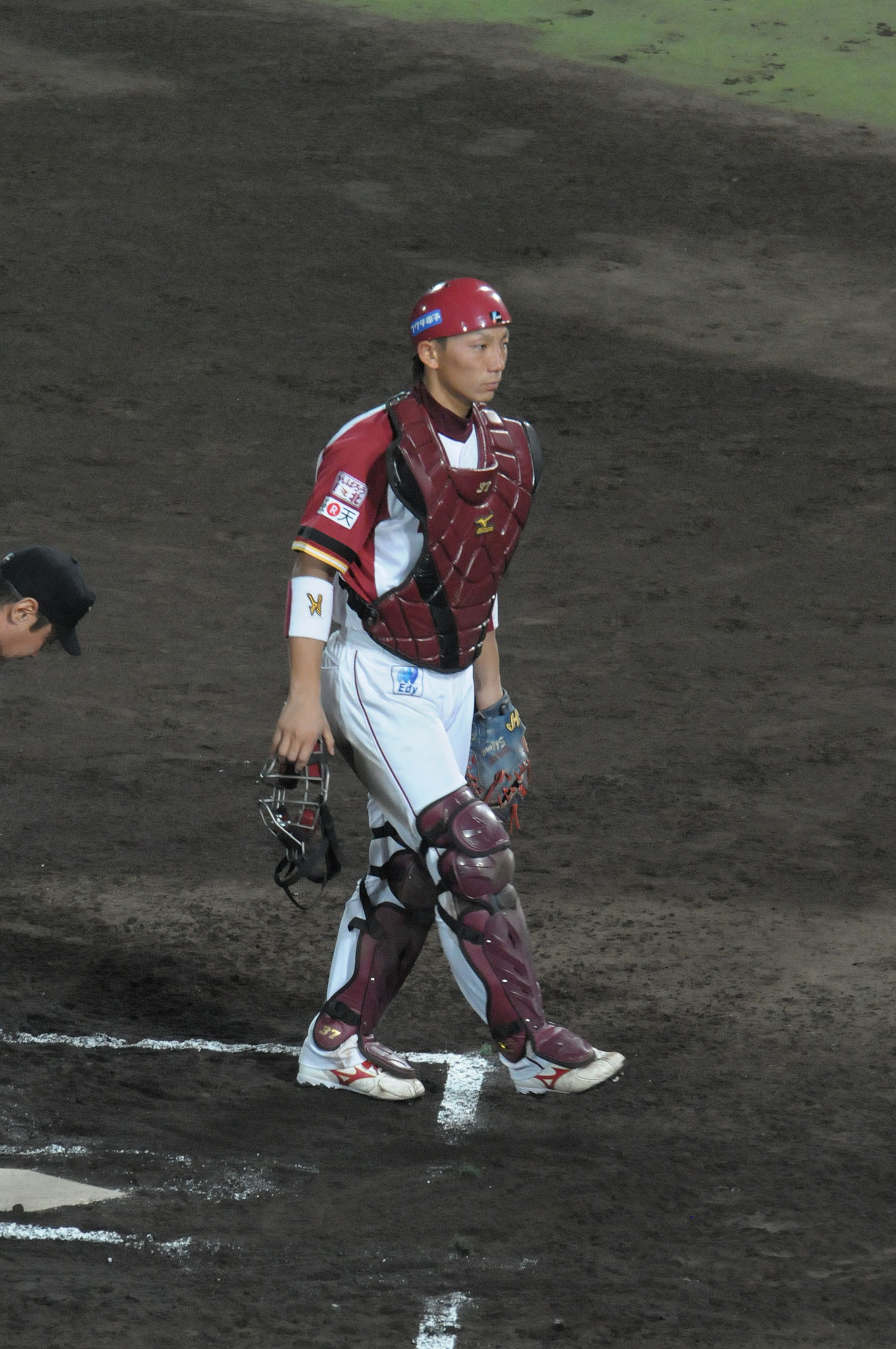
楽天時代
（2011年8月30日、こまちスタジアムにて）

シーズンでは藤井がFA移籍したため、5年目で初の開幕スタメンマスクを被り、試合では成瀬善久から決勝打となる勝ち越し3点本塁打を打ち勝利に貢献した。しかし前年に見られた巧打は精彩を欠き、伊志嶺忠が2番手捕手として台頭した影響もあって僅かながら規定打席には到達せず、打率は.224と成績を落とした。一方この年、嶋とバッテリーを組んだ時の田中将大の成績は18勝2敗、防御率0.998と優秀なものだったこともあり、田中との最優秀バッテリー賞を受賞した。
2012年4月30日に第一子が誕生。シーズン開幕から不動の正捕手として起用され続け、同年5月12日の試合終了時点で打率.319だったが、13日の対オリックス戦で川端崇義のファウルチップを右手に受けて負傷交代。その後は、23日の中日戦まで痛みを押して強行出場を続けていたが、24日に仙台市内の病院で第1中手骨基底部の骨折で全治1か月と診断され、同日登録抹消となる。7月6日に一軍復帰を果たしたが、復帰後は離脱中に台頭した新人の岡島豪郎と併用での起用となった。オールスターには3年連続での出場となり、特に第3戦では先発出場し、田中将大と塩見貴洋を好リードし、三浦大輔から右前打を打つ活躍を見せた。91試合の出場は2008年に次ぐ少なさとなったが、打率は.291と前年の不振を払拭する数字を残した。守備率はリーグ2位、自己最高の.997を記録した。オフの11月6日に、「侍ジャパンマッチ2012「日本代表 VS キューバ代表」」の日本代表が発表され代表入りした。12月6日、阪神タイガースの新井貴浩の後を継ぎ、パ・リーグ生え抜きの選手として初めて、労働組合日本プロ野球選手会の第8代目会長に史上最年少の27歳で就任した。
2013年の開幕直後は打撃好調で、4月上旬の時点で2012年度の本塁打・打点数を超え、ケーシー・マギーからは『打点マシン』とあだ名されるなど、打点ランキングの上位に食い込んだ。シーズン後半に調子を落としたが、7月26日に田中の開幕14連勝を決めるサヨナラヒットを打つなど田中将大の無敗記録を守備、打撃面からアシスト。さらに球団創設初のリーグ制覇、日本一に貢献した。この功績が認められ自身二度目となる最優秀バッテリー賞、ベストナイン、ゴールデングラブ賞を受賞した。オフの11月には、台湾で行われた「2013 BASEBALL CHALLENGE 日本 VS チャイニーズ・タイペイ」の日本代表に選出された。12月7日、翌年から推定年俸1億2千万円+出来高払いの4年契約を結んだ。
2014年、わずかに規定打席に届かず、安打数も100を割ったが、オフの10月9日に、日米野球2014の日本代表に選出されたことが発表された。
2015年、2月16日に、「GLOBAL BASEBALL MATCH 2015 侍ジャパン 対 欧州代表」の日本代表に選出されたことが発表された。3月10日の第1戦に「9番・捕手」で先発出場している。3月11日の第2戦には途中出場している。シーズン序盤は打率3割以上を記録するなど好調だったが、徐々に調子を落とした。6月13日の中日ドラゴンズ戦でファウルチップを受け、肋骨を骨折した。1か月後の7月14日に復帰すると、その後はほぼスタメンを守り抜いた。骨折した影響もあり規定打席には届かず、打率は.219とプロ入り2番目に低い打率だが、IsoDは.119を記録するなど、数字以上の活躍をした。7月16日に、第1回WBSCプレミア12の日本代表第1次候補選手に選出されたことが発表された。9月10日に、第1回WBSCプレミア12の日本代表候補選手に選出されたことが発表された。オフの10月9日に、第1回WBSCプレミア12の日本代表最終ロースター28名に選出されたことが発表された。10月30日、シーズン中に取得していた海外FA権を行使せずにチームに残留することを表明した。12月8日に第二子が誕生。
2016年公式戦の開幕前に「侍ジャパン強化試合 日本 vs チャイニーズタイペイ」の日本代表へ選出されたが、左手甲部分の打撲を理由に辞退。公式戦でも、5月18日の対オリックス戦（岩手県営野球場）の守備中にファウルチップを左手首に受けて骨折したため、2か月間の戦線離脱を余儀なくされた。オフの10月18日に「侍ジャパン 野球オランダ代表 野球メキシコ代表 強化試合」の日本代表に選出されたことが発表された。
2017年、「第4回 ワールド・ベースボール・クラシック」の日本代表メンバーに選出されたが、右脹脛の張りで調整が遅れたため3月4日に代表辞退が発表された。シーズンでは112試合に出場した。
2018年、開幕からほぼシーズンを通してスタメンマスクを被り、前年と同じ112試合に出場した。（捕手でチーム出場数2位は山下斐紹の43試合）打率.206、盗塁阻止率.312と前年の成績を上回ったが、捕逸はリーグ最多の9を記録した。チームは開幕から不調で6月に梨田昌孝監督が辞任し、以降平石洋介一軍ヘッド兼打撃コーチが監督代行として指揮を執ったなかでの正捕手であった。
2019年は、腰痛の影響で2度の登録抹消を経験し、盗塁阻止率が1割を割るなど攻守に精彩を欠き、自己ワーストの57試合の出場にとどまった。10月頭に球団から減額制限を超える条件提示を受け、10月21日に他球団で出場機会を求めるため自由契約を申し入れ了承された。

### ヤクルト時代

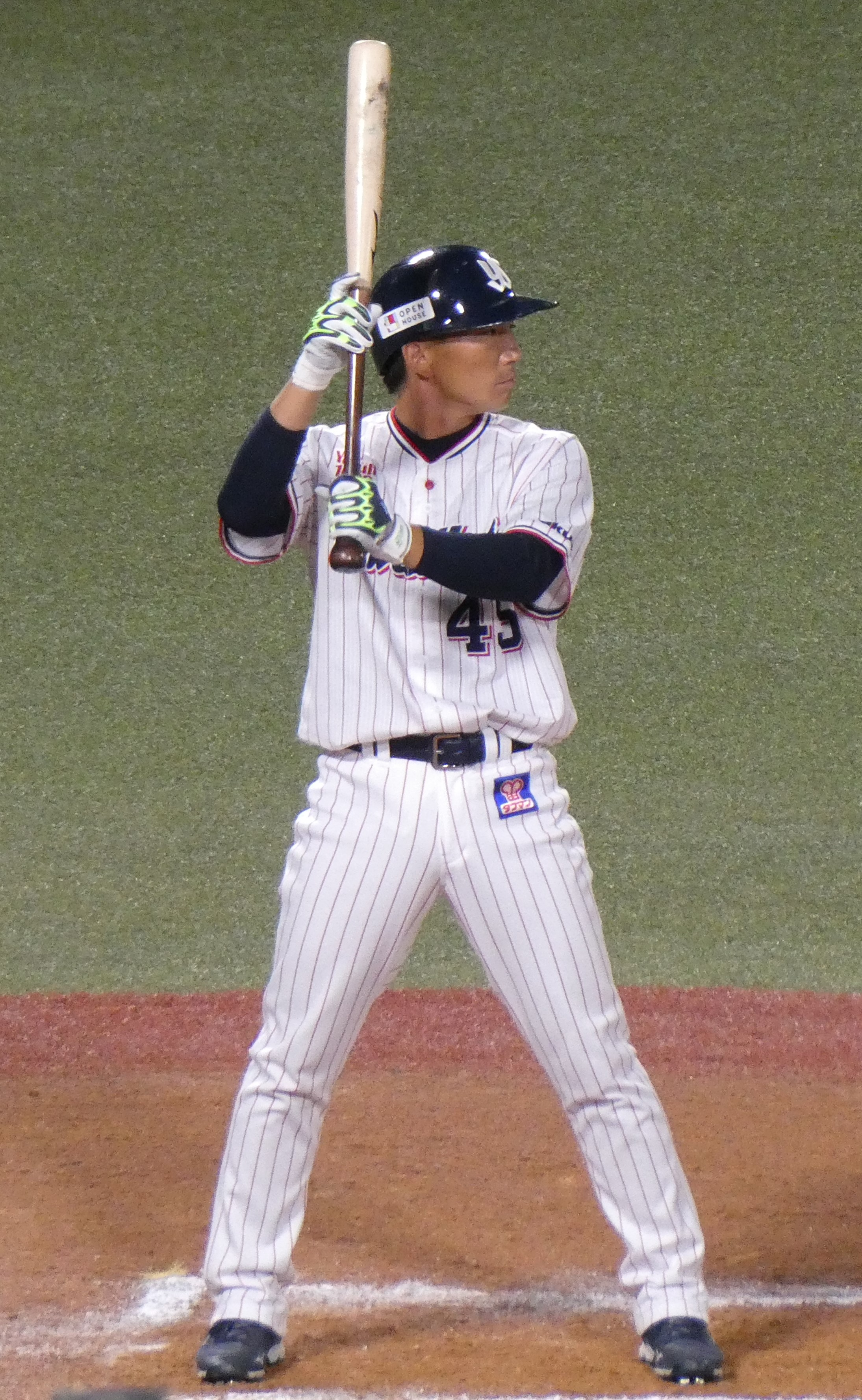
ヤクルト時代
（2021年10月10日 明治神宮野球場）

11月15日、東京ヤクルトスワローズより入団が発表された。背番号は45。ヤクルトとは2年契約を結んだ。
2020年は、3月21日の阪神タイガースとの練習試合で中田賢一から死球を受け、右手の親指付近を骨折。新型コロナウイルス流行の影響で開幕が延期されたことで、6月19日の開幕前には復帰を果たした。出場10試合目の7月11日の対読売ジャイアンツ戦にフル出場していたものの、守備中に負傷し、試合後の診察で右足舟状骨骨折が判明し、翌日に登録を抹消された。9月末に二軍で実戦復帰し、10月3日に一軍登録されたが、自己最少の20試合の出場に終わった。
2021年は、3月31日以降一軍に同行し続け、チームのムードの盛り上げ役を買って出て、6年ぶりのリーグ優勝に貢献。一方、出場は前年よりも更に少ない15試合にとどまった。チームは無敗でCSを制し、日本シリーズにも出場選手登録された。シリーズMVPとなった中村悠平が全イニング出場したため嶋をはじめ控え捕手陣に出場機会は無かったが、自身としては楽天時代以来8年ぶりの日本一となった。球団は嶋の野球に取り組む姿勢や、ベンチでの振る舞いを高く評価し、選手兼任コーチとして嶋と契約することを検討していることが報じられ、翌シーズンからはコーチ補佐を兼任することとなった。
2022年は、シーズンを通して出場選手登録がされない期間が長く、一軍に帯同しコーチ補佐としてベンチに入っていた。9月27日に現役引退を発表。この時点で今シーズンの試合出場は1試合のみだった。10月3日、現役最終戦となる横浜DeNAベイスターズ戦に8回代打で出場。結果は7球粘っての空振り三振だった。終了後のセレモニーでファンへ挨拶を行い、楽天所属時に東日本大地震に際して発した「見せましょう、野球の底力を！」を彷彿とさせる「見せましょう、ヤクルトスワローズの底力を！」という言葉で締めた。

### 現役引退後
引退後もヤクルトに残留し、コーチに就任した。2023年はバッテリーコーチ兼作戦補佐を担当。背番号は楽天時代の恩師であった野村克也がヤクルト監督時代に使用していた73となった。2024年からはヘッド兼バッテリーコーチを務める。2025年からはヘッドコーチに専任する。

## プレースタイル

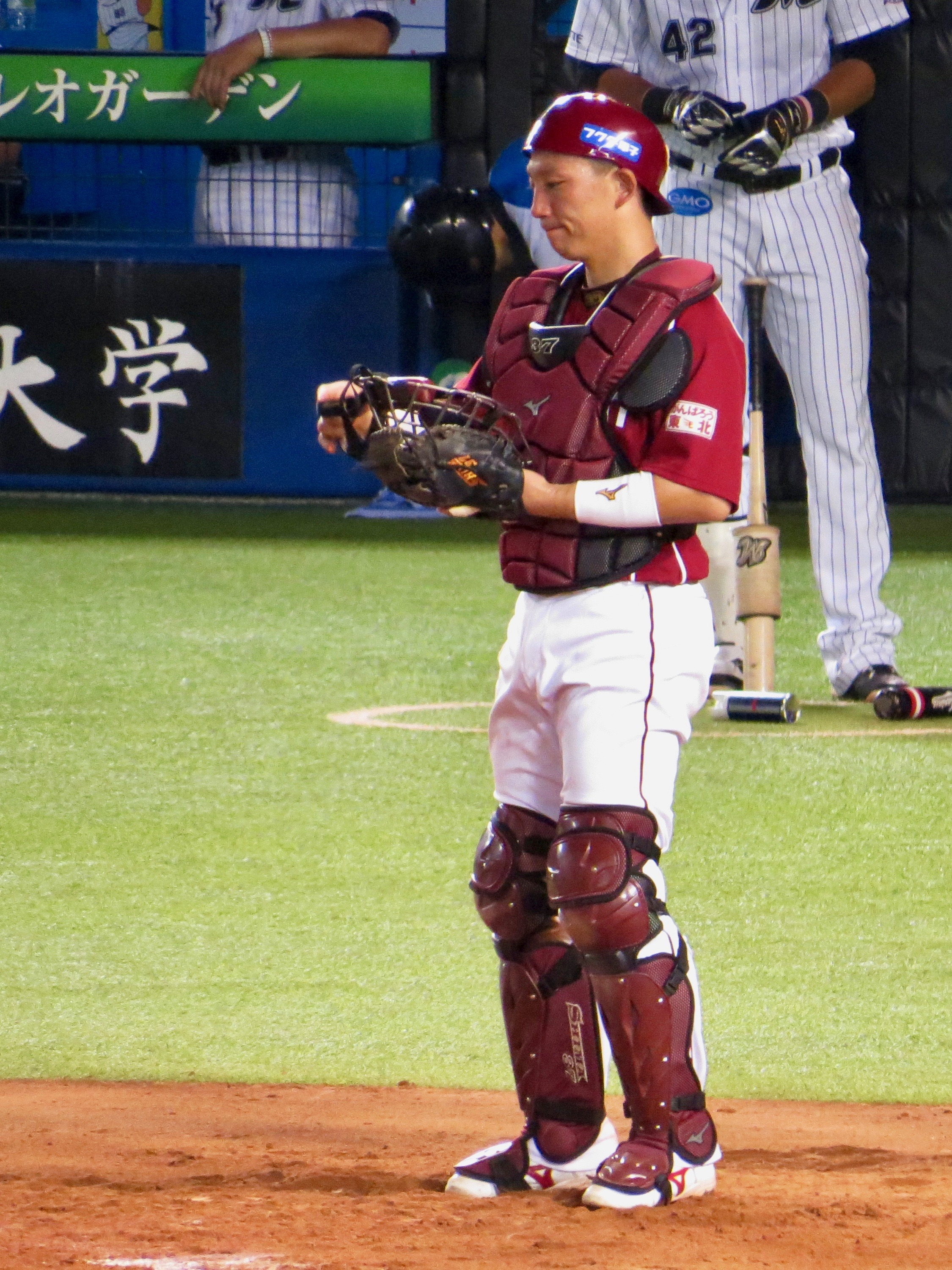
楽天時代
（2017年7月5日、ZOZOマリンスタジアムにて）

### 守備
1.9秒台の二塁送球をコンスタントに記録する素早く正確なスローイングに定評があり、プロ入り以来リーグ上位の盗塁阻止率を記録してきたが数字自体は徐々に下降している。
リード面ではエース級の投手では自信を持ってサインを出すものの、力の劣る投手に対しての配球に迷いを見せることがあったが、当時の楽天監督野村克也の薫陶を受け着実に成長。楽天のエースだった岩隈久志は「正捕手になってからは自信を持ってサインを出している。（中略）今は打者を打ち取ることをイメージできてるし、立ち居振る舞いも堂々としてきましたね。」と評し、その成長を認めている。
捕球面ではショートバウンドの処理を手だけで行うクセなどが指摘されており、捕逸が多い傾向にある。2012年は守備の規定に到達した捕手の中では最少の捕逸1にとどめたものの、それ以外ではリーグ最多捕逸を7度記録している。
投手とのコミュニケーションを大切にしており、外国人投手に対しても積極的に接する。その甲斐あって、2011年に楽天に所属した5人の外国人投手が嶋とバッテリーを組んだ時の通算防御率は3.25、他の捕手と組んだ時は6.63と、外国人投手との相性が非常に良い。
元々内野手だったこともあり、バント処理時には動きの良いところを見せている。

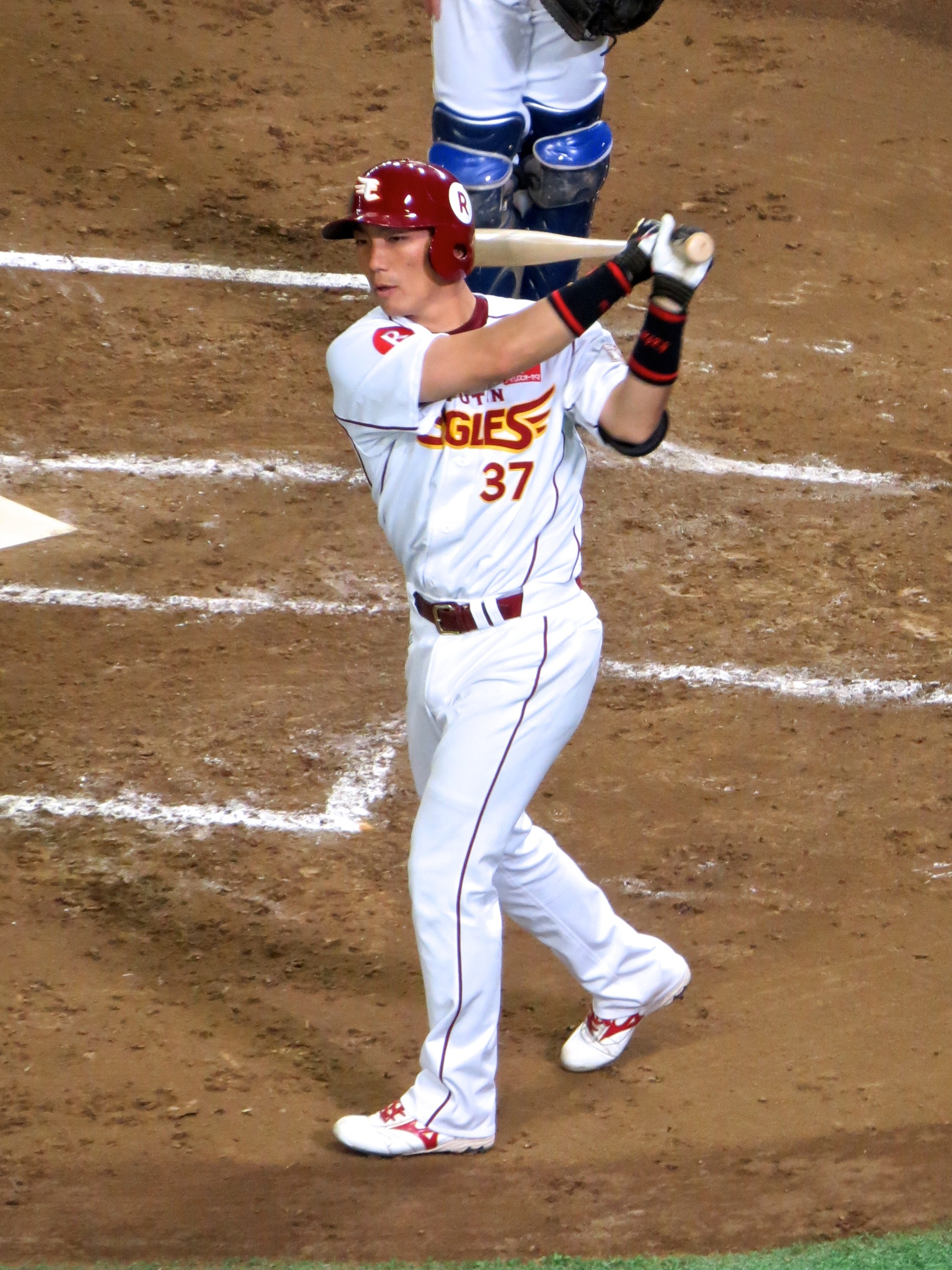
楽天時代
（2016年4月19日、東京ドームにて）

### 打撃
プロ入り当初はスイングの弱さ等が指摘されており、プロ1年目には一時期バスター打法にしたり流し打ちに取り組んだりした。その後は着実に力強さとミートの上手さが増してきており、2010年には打率.315、2012年には打率.291を記録した。プロ入り以降例年右方向への打球割合が45パーセントを越えるなど、打球方向は中堅から右翼方向が多く、典型的な右打ちのアベレージヒッターである。この打撃スタイルのため、嶋の打席では守備が右寄りのシフトを敷かれる。この右方向を意識した打撃によって打席内では粘り強いため四球を呼び込むことも多くなり、2014年から2016年はIsoDが0.1以上を記録するように出塁率が上がってきている。
左投手に強く、特に2009年から2010年にかけては対右打率.268に対し左では.319を残している。
バント等の小技も上手く、過去には2番打者として出場したこともあり、満塁でセーフティスクイズを決めたこともある。一塁到達4.22秒と捕手としては足も遅くなく、2010年には12球団の捕手で最多タイとなる9盗塁を記録している。

## 人物
読書が趣味で、特技の書道は六段の腕前。座右の銘は「愛情」「真心」。
尊敬する野球選手は谷繁元信。谷繁が自宅から近い國學院大學グラウンドを毎年自主トレ場に使っており、学生時代からその姿に魅了されたという。実戦でも谷繁から直接譲り受けたミットを使用している。
中学時代は野球部の主将に加えて生徒会執行部、体育祭の応援団長を務め、学業でも9教科でオール5の成績だった。
高校時代は実家のある岐阜県海津市から電車で片道1時間半かけて通学していた。愛知県外出身者としては中京大中京高校史上初めての主将であった。
高校入学当初は強豪野球部の中では目立たぬ存在で、二塁手としては補欠の三番手ということもあり、2年時には「マネージャーとしてチームに貢献したい」と申し出るも、大藤敏行監督は「怪我人も出るかもしれんし、まだチャンスはある」と諭し、慰留した。
大学時代の監督で、仙台育英高校と東北高校の監督として27回の甲子園出場経験が有る竹田利秋は「嶋ほど人間性やコミュニケーションに優れた学生や、頭脳、心、洞察力を持った選手は見たことがない」「嶋は相手を見抜く洞察力と投手の力を引き出す能力がある。監督が何を考えているかをくみ取ってゲームメークできる。佐々木主浩の天職がクローザーなら、嶋は捕手が天職」と高く評価している。
元楽天監督の野村克也は捕手は頭脳が良くなければいけないという持論から、コーチに頼んで正捕手候補数名の中学時代の通知票を取り寄せたところ、嶋がオール5だったことからルーキーでの一軍起用を即決したという。嶋は野村に試合中でも怒られ、時には野村の横で立たされて“公開説教”を受けることもあった。その野村が死去した際には、会見で「野村監督が、最期に育てたキャッチャーが、僕だと思うので」と声を詰まらせ、号泣し「いずれ野村さんのように名監督と呼ばれるようにこれから勉強したい」と決意を述べた。
2012年に就任したプロ野球選手会会長を前会長の新井貴浩から最初の打診を受けたときは、「経験があまりにも少ないし、ほかの先輩たちが納得しないのでは。自分には務まらない」と断ったが、「やはりおまえしかいない。選手会を引っ張っていってくれ。引き受けてくれるまでこの電話を絶対切らない」と新井の熱意に押し切られた。

## 詳細情報

### 年度別打撃成績
| 年 度      | 球 団      | 試 合 | 打 席 | 打 数 | 得 点 | 安 打 | 二 塁 打 | 三 塁 打 | 本 塁 打 | 塁 打 | 打 点 | 盗 塁 | 盗 塁 死 | 犠 打 | 犠 飛 | 四 球 | 敬 遠 | 死 球 | 三 振 | 併 殺 打 | 打 率 | 出 塁 率 | 長 打 率 | O P S |
| ---------- | ---------- | ----- | ----- | ----- | ----- | ----- | -------- | -------- | -------- | ----- | ----- | ----- | -------- | ----- | ----- | ----- | ----- | ----- | ----- | -------- | ----- | -------- | -------- | ----- |
| 2007       | 楽天       | 125   | 354   | 312   | 33    | 57    | 6        | 0        | 2        | 69    | 16    | 3     | 2        | 20    | 1     | 20    | 0     | 1     | 74    | 6        | .183  | .234     | .221     | .455  |
| 2008       | 楽天       | 85    | 223   | 196   | 20    | 45    | 13       | 0        | 0        | 58    | 19    | 4     | 1        | 11    | 0     | 16    | 0     | 0     | 40    | 6        | .230  | .288     | .296     | .584  |
| 2009       | 楽天       | 106   | 294   | 249   | 27    | 58    | 9        | 0        | 1        | 70    | 14    | 1     | 4        | 20    | 0     | 22    | 2     | 3     | 55    | 5        | .233  | .303     | .281     | .584  |
| 2010       | 楽天       | 127   | 485   | 422   | 33    | 133   | 17       | 0        | 3        | 159   | 43    | 9     | 5        | 17    | 1     | 45    | 1     | 0     | 90    | 15       | .315  | .380     | .377     | .757  |
| 2011       | 楽天       | 129   | 421   | 362   | 33    | 81    | 16       | 1        | 2        | 105   | 28    | 7     | 3        | 24    | 2     | 30    | 1     | 3     | 85    | 7        | .224  | .287     | .290     | .577  |
| 2012       | 楽天       | 91    | 316   | 265   | 32    | 77    | 4        | 2        | 1        | 88    | 8     | 3     | 4        | 13    | 1     | 33    | 0     | 4     | 51    | 5        | .291  | .376     | .332     | .710  |
| 2013       | 楽天       | 134   | 507   | 447   | 44    | 115   | 13       | 1        | 4        | 142   | 48    | 3     | 3        | 16    | 3     | 39    | 2     | 2     | 92    | 14       | .257  | .318     | .318     | .635  |
| 2014       | 楽天       | 126   | 432   | 350   | 43    | 92    | 13       | 0        | 1        | 108   | 36    | 6     | 4        | 11    | 5     | 65    | 1     | 1     | 84    | 13       | .263  | .375     | .309     | .684  |
| 2015       | 楽天       | 117   | 411   | 338   | 28    | 74    | 9        | 1        | 4        | 97    | 18    | 6     | 3        | 11    | 1     | 60    | 4     | 1     | 69    | 11       | .219  | .338     | .287     | .624  |
| 2016       | 楽天       | 80    | 256   | 199   | 26    | 54    | 9        | 1        | 2        | 71    | 17    | 4     | 4        | 17    | 0     | 40    | 0     | 0     | 43    | 6        | .271  | .393     | .357     | .750  |
| 2017       | 楽天       | 112   | 369   | 281   | 34    | 56    | 9        | 0        | 3        | 74    | 28    | 2     | 1        | 27    | 1     | 57    | 0     | 3     | 62    | 8        | .199  | .339     | .263     | .603  |
| 2018       | 楽天       | 113   | 361   | 315   | 21    | 65    | 12       | 1        | 0        | 79    | 21    | 2     | 3        | 15    | 0     | 30    | 1     | 1     | 89    | 3        | .206  | .277     | .251     | .528  |
| 2019       | 楽天       | 57    | 131   | 110   | 12    | 23    | 5        | 0        | 3        | 37    | 15    | 0     | 0        | 7     | 0     | 13    | 0     | 1     | 20    | 3        | .209  | .298     | .336     | .635  |
| 2020       | ヤクルト   | 20    | 45    | 41    | 2     | 4     | 2        | 0        | 0        | 6     | 4     | 0     | 0        | 1     | 0     | 3     | 0     | 0     | 19    | 1        | .098  | .159     | .146     | .305  |
| 2021       | ヤクルト   | 17    | 15    | 10    | 2     | 2     | 0        | 0        | 0        | 2     | 0     | 0     | 0        | 2     | 0     | 3     | 0     | 0     | 1     | 1        | .200  | .385     | .200     | .585  |
| 2022       | ヤクルト   | 2     | 2     | 2     | 0     | 0     | 0        | 0        | 0        | 0     | 0     | 0     | 0        | 0     | 0     | 0     | 0     | 0     | 1     | 1        | .000  | .000     | .000     | .000  |
| 通算：16年 | 通算：16年 | 1441  | 4622  | 3899  | 390   | 936   | 137      | 7        | 26       | 1165  | 315   | 50    | 37       | 212   | 15    | 476   | 12    | 20    | 875   | 105      | .240  | .325     | .299     | .624  |

- 各年度の太字はリーグ最高

### WBSCプレミア12での打撃成績
| 年 度 | 代 表 | 試 合 | 打 席 | 打 数 | 得 点 | 安 打 | 二 塁 打 | 三 塁 打 | 本 塁 打 | 塁 打 | 打 点 | 盗 塁 | 盗 塁 死 | 犠 打 | 犠 飛 | 四 球 | 敬 遠 | 死 球 | 三 振 | 併 殺 打 | 打 率 | 出 塁 率 | 長 打 率 |
| ----- | ----- | ----- | ----- | ----- | ----- | ----- | -------- | -------- | -------- | ----- | ----- | ----- | -------- | ----- | ----- | ----- | ----- | ----- | ----- | -------- | ----- | -------- | -------- |
| 2015  | 日本  | 6     | 21    | 19    | 1     | 4     | 0        | 0        | 0        | 4     | 1     | 0     | 0        | 1     | 0     | 0     | 0     | 1     | 3     | 1        | .211  | .250     | .211     |

### 年度別守備成績
| 年 度 | 球 団    | 捕手  | 捕手  | 捕手  | 捕手  | 捕手  | 捕手     | 捕手  | 捕手     | 捕手     | 捕手     | 捕手     | 一塁  | 一塁  | 一塁  | 一塁  | 一塁  | 一塁     |
| 年 度 | 球 団    | 試 合 | 刺 殺 | 補 殺 | 失 策 | 併 殺 | 守 備 率 | 捕 逸 | 企 図 数 | 許 盗 塁 | 盗 塁 刺 | 阻 止 率 | 試 合 | 刺 殺 | 補 殺 | 失 策 | 併 殺 | 守 備 率 |
| ----- | -------- | ----- | ----- | ----- | ----- | ----- | -------- | ----- | -------- | -------- | -------- | -------- | ----- | ----- | ----- | ----- | ----- | -------- |
| 2007  | 楽天     | 125   | 773   | 101   | 8     | 10    | .991     | 13    | 126      | 80       | 46       | .365     | -     | -     | -     | -     | -     | -        |
| 2008  | 楽天     | 85    | 526   | 49    | 5     | 7     | .991     | 7     | 56       | 36       | 20       | .357     | -     | -     | -     | -     | -     | -        |
| 2009  | 楽天     | 106   | 616   | 47    | 2     | 7     | .996     | 2     | 70       | 50       | 20       | .286     | -     | -     | -     | -     | -     | -        |
| 2010  | 楽天     | 127   | 834   | 69    | 8     | 5     | .991     | 6     | 104      | 80       | 24       | .231     | 1     | 0     | 0     | 0     | 0     | ----     |
| 2011  | 楽天     | 126   | 809   | 74    | 11    | 9     | .988     | 7     | 101      | 78       | 23       | .228     | -     | -     | -     | -     | -     | -        |
| 2012  | 楽天     | 88    | 573   | 44    | 2     | 4     | .997     | 1     | 77       | 63       | 14       | .182     | -     | -     | -     | -     | -     | -        |
| 2013  | 楽天     | 133   | 888   | 96    | 3     | 12    | .997     | 10    | 117      | 78       | 39       | .333     | -     | -     | -     | -     | -     | -        |
| 2014  | 楽天     | 123   | 763   | 76    | 5     | 10    | .994     | 6     | 110      | 83       | 27       | .245     | 1     | 5     | 1     | 0     | 2     | 1.000    |
| 2015  | 楽天     | 116   | 792   | 88    | 4     | 5     | .993     | 9     | 108      | 81       | 27       | .245     | -     | -     | -     | -     | -     | -        |
| 2016  | 楽天     | 78    | 523   | 55    | 4     | 4     | .995     | 4     | 62       | 50       | 12       | .194     | -     | -     | -     | -     | -     | -        |
| 2017  | 楽天     | 112   | 860   | 69    | 4     | 8     | .996     | 3     | 90       | 64       | 26       | .289     | -     | -     | -     | -     | -     | -        |
| 2018  | 楽天     | 112   | 823   | 76    | 1     | 9     | .999     | 9     | 109      | 75       | 34       | .312     | -     | -     | -     | -     | -     | -        |
| 2019  | 楽天     | 57    | 315   | 29    | 2     | 2     | .994     | 0     | 43       | 40       | 3        | .070     | -     | -     | -     | -     | -     | -        |
| 2020  | ヤクルト | 20    | 108   | 6     | 1     | 0     | .991     | 2     | 10       | 10       | 0        | .000     | -     | -     | -     | -     | -     | -        |
| 2021  | ヤクルト | 11    | 20    | 2     | 0     | 0     | 1.000    | 0     | 5        | 5        | 0        | .000     | -     | -     | -     | -     | -     | -        |
| 2022  | ヤクルト | 2     | 1     | 0     | 0     | 0     | 1.000    | 0     | 1        | 1        | 0        | .000     | -     | -     | -     | -     | -     | -        |
| 通算  | 通算     | 1421  | 9224  | 881   | 60    | 92    | .994     | 79    | 1189     | 874      | 315      | .265     | 2     | 5     | 1     | 0     | 2     | 1.000    |

- 各年度の太字はリーグ最高
- 各年度の太字年はゴールデングラブ賞受賞年

### 表彰
- ベストナイン：2回（捕手部門：2010年、2013年）
- ゴールデングラブ賞：2回（捕手部門：2010年、2013年）
- 最優秀バッテリー賞：2回（2011年 投手：田中将大、2013年 投手：田中将大）
- 「ジョージア魂」賞 選考委員特別賞：1回（2011年）
- 「ジョージア魂」賞：1回（2011年度第1回）
- 月間サヨナラ賞：1回（2013年7月）
- 海津市民栄誉賞（2013年12月）

### 記録
初記録
- 初出場：2007年3月28日、対福岡ソフトバンクホークス2回戦（福岡Yahoo! JAPANドーム）、6回裏に藤井彰人に代わり捕手で出場
- 初打席・初安打：同上、8回表に杉内俊哉から投手内野安打
- 初先発出場：2007年4月1日、対オリックス・バファローズ2回戦（フルキャストスタジアム宮城）、「9番・捕手」で先発出場
- 初盗塁：2007年4月20日、対千葉ロッテマリーンズ3回戦（フルキャストスタジアム宮城）、7回裏に二盗（投手：藤田宗一、捕手：里崎智也）
- 初打点：2007年4月24日、対オリックス・バファローズ3回戦（スカイマークスタジアム）、4回表にダン・セラフィニから中前適時打
- 初本塁打：2007年4月29日、対北海道日本ハムファイターズ8回戦（フルキャストスタジアム宮城）、7回裏に八木智哉から左越ソロ

節目の記録
- 1000試合出場：2015年8月9日、対北海道日本ハムファイターズ21回戦（札幌ドーム）、「7番・捕手」で先発出場 ※史上472人目

その他の記録
- オールスターゲーム出場：8回（2007年、2010年、2011年、2012年、2013年、2014年、2015年、2017年）

### 背番号
- 37（2007年 - 2019年）
- 45（2020年 - 2022年）
- 73（2023年 - ）

### 登場曲
- 『Chaka Dance』Beenie Man（2007年）
- 『熱くなれ』大黒摩季（2008年 - 2022年） ※2015年と2019年途中からは第2打席以降で使用、ヤクルト移籍後は全打席で使用
- 『ファイティングスピリット』パンダライオン（2015年） ※第1打席のみ
- 『パプリカ』Foorin（2019年途中） ※第1打席のみ

### 代表歴
- 2015 WBSCプレミア12 日本代表